# Рокамонфина
Рокамонфѝна (на италиански: Roccamonfina) е малко градче и община в Южна Италия, провинция Казерта, регион Кампания. Разположено е на 612 m надморска височина. Населението на общината е 3688 души (към 2010 г.).